# Jelizaveta Kuličkova
Jelizaveta Dimitrijevna Kuličkova (12. travnja 1996.) ruska je tenisačica. Osvojila je dva ITF turnira u pojedinačnoj konkurenciji. Njezin najbolji plasman na WTA ljestvici je 300. mjesto.

## ITF finala

### Pojedinačno (2:1)
| Legend           |
| ---------------- |
| $100,000 turniri |
| $75,000 turniri  |
| $50,000 turniri  |
| $25,000 turniri  |
| $10,000 turniri  |

| Završnice po podlogama |
| ---------------------- |
| Tvrda (1:1)            |
| Zemlja (0:0)           |
| Trava (0:0)            |
| Tepih (0:0)            |

| Ishod   | Broj | Datum             | Turnir             | Podloga | Protivnica       | Rezultat      |
| ------- | ---- | ----------------- | ------------------ | ------- | ---------------- | ------------- |
| Pobjeda | 1.   | 23. travnja 2012. | Antalya, Turska    | Tvrda   | Dalila Jakupovič | 7:5, 6:2      |
| Poraz   | 1.   | 22. travnja 2013. | Istanbul, Turska   | Tvrda   | Donna Vekić      | 4:6, 6:7(4–7) |
| Pobjeda | 2.   | 8. srpnja 2013.   | Istanbul 5, Turska | Tvrda   | Kateryna Kozlova | 6:3, 4:6, 6:0 |

## Vanjske poveznice
- Profil na stranici WTA Toura (engl.)